# Kreis Oroszlány
Der Kreis Oroszlány (ungarisch Oroszlányi járás) ist ein Kreis im Süden des nordungarischen Komitats Komárom-Esztergom. Er grenzt im Norden an den Kreis Tata und im Nordosten an den Kreis Tatabánya. Im Süden bildet das Komitat Fejér die Grenze (Kreis Székesfehérvár und Kreis Mór).

## Geschichte
Der Kreis ging während der ungarischen Verwaltungsreform Anfang 2013 unverändert mit allen 6 Gemeinden aus seinem Vorgänger, dem gleichnamigen Kleingebiet (ungarisch Oroszlányi kistérség) hervor.

## Gemeindeübersicht
Der Kreis Oroszlány hat eine durchschnittliche Gemeindegröße von 4.255 Einwohnern auf einer Fläche von 33,23 Quadratkilometern. Die Bevölkerungsdichte des kleinsten Kreises liegt etwas unterhalb des Komitatswerts. Der Verwaltungssitz befindet sich in der einzigen Stadt, Oroszlány, im Osten des Kreises gelegen.
| Gemeinde        | Status   | Herkunft Kleingebiet | Einwohnerzahl | Einwohnerzahl | Einwohnerzahl | Fläche (km²) | Bevölkerungs- dichte (Ew./km²) |
| Gemeinde        | Status   | Herkunft Kleingebiet | 01.10.2011    | 01.01.2013    | 01.01.2016    | 01.01.2016   | Bevölkerungs- dichte (Ew./km²) |
| --------------- | -------- | -------------------- | ------------- | ------------- | ------------- | ------------ | ------------------------------ |
| Bokod           | Gemeinde | Oroszlány            | 2.068         | 2.046         | 2.034         | 29,93        | 68,0                           |
| Dad             | Gemeinde | Oroszlány            | 1.033         | 1.008         | 980           | 23,75        | 41,3                           |
| Kecskéd         | Gemeinde | Oroszlány            | 1.988         | 1.996         | 1.990         | 11,08        | 179,6                          |
| Kömlőd          | Gemeinde | Oroszlány            | 1.155         | 1.111         | 1.086         | 22,84        | 47,5                           |
| Oroszlány       | Stadt    | Oroszlány            | 18.446        | 18.326        | 17.983        | 75,86        | 237,1                          |
| Szákszend       | Gemeinde | Oroszlány            | 1.473         | 1.486         | 1.455         | 35,93        | 40,5                           |
| Kreis Oroszlány |          |                      | 26.163        | 25.973        | 25.528        | 199,39       | 128,0                          |